# António Inácio da Cruz
António Inácio da Cruz (Grândola, 1876 - 3 de abril de 1955) foi investigador, inventor, ensaísta, filósofo, etnólogo, músico e astrónomo, apesar de nunca ter estudado. Ao longo da sua vida conservou e aumentou o seu já grandioso património.  . Produziu ensaios sobre astronomia, química, e ciências sociais.

## Biografia
António Inácio da Cruz nasceu em Grândola em 1876. Era filho de Francisco António da Cruz e de Maria Inácia Pereira, ambos naturais da Abela. A fortuna dos seus ascendentes foi repartida por ele e pela irmã, Ana Luísa da Costa Cruz, que deixou todos os bens à Santa Casa da Misericórdia de Grândola.
Foi um homem reservado e com poucos amigos, mas sempre pronto a ajudar os necessitados. Todos os meses contribuía para a sopa dos pobres e aos sábados dava esmola à porta de casa, a todos os que fossem lá pedir. Por volta de 1936, houve uma grave crise de trabalho devido às chuvas intensas que caíram, e a todos os homens que estavam sem trabalho ele dava dez escudos. Como não tinha descendentes, legou o seu património ao concelho. Em testamento ficou expressa a sua intenção de ser criada uma Fundação com o seu nome, que administraria os bens legados. No entanto não esqueceu aqueles que sempre o serviram e os amigos, pois por todos repartiu algum dinheiro e tudo o que estava dentro da casa onde vivia, bem como alguns bens imobiliários. Os lucros obtidos pela Fundação através da exploração do património, revertiam para as obras da instituição: auxílio a estudantes necessitados de Grândola que se distinguissem pelas melhores notas e também para a construção e manutenção de uma escola de ensino técnico agrícola ou industrial. A fundação teria como administrador uma junta directiva, que seria constituída por um representante da Câmara Municipal de Grândola, dois professores do ensino oficial e dois agricultores do concelho. A fundação António Inácio da Cruz foi criada em 1958, sendo o 1º presidente o Dr. José Machado, na altura presidente da Câmara. Durante os anos seguintes foram dados apoios a alunos necessitados do concelho e em 1964 foi inaugurada a Escola Secundária António Inácio da Cruz. A escola foi totalmente custeada e gerida com o dinheiro da Fundação.
António Inácio da Cruz faleceu vítima de leucemia, a 3 de Abril de 1955, com 78 anos. Está sepultado no cemitério local. Com o seu nome existe em Grândola uma Escola e uma Avenida. No Jardim 1º de Maio encontra-se um busto em sua homenagem.